# Pauline Jordan (infirmieră)
Pauline Jordan (căsătorită Rankin) (n. 1892, Auburn⁠(d), Maine, SUA – d. 1976) a fost o infirmieră (nursă) americană, care s-a remarcat pe fronturile Primului Război Mondial în cadrul Ambulanței Americane, ca voluntară în cadrul Misiunii Sanitare Franceze din Regatul României și în misiunile postbelice din Orientul Apropiat ale Near East Relief, legate de susținerea orfanilor armeni apăruți odată cu genocidul armean.

## Familia și primii ani
S-a născut în anul 1892 la Auburn, Maine (în Welchville, Maine – după o altă sursă), fiind diplomată a New York Hospital Training School for Nurses.
În cadrul misiunii Near East Relief (actuala Near East Foundation) de după Marele Război, l-a întâlnit în Orientul Apropiat pe inginerul Karl Lott Rankin⁠(en)[traduceți], cu care s-a căsătorit, în 1925.
A decedat în 1976.

## Cariera
Recrutată fiind de către Dr. Hugh Auchincloss de la Universitatea Columbia, a fost trimisă în octombrie 1915 în Franța, să servească în cadrul Spitalului Ambulanței Americane de la Neuilly. Aproape un an mai târziu, în luna septembrie 1916, a venit în Regatul României ca voluntară atașată Misiunii Sanitare Franceze, condusă de către maiorul Georges Dehelly, în calitate de anestezistă.
În România  a activat în București și în alte zone ale Munteniei.
A cunoscut întreaga tragedie a campaniei din 1916, scrisorile ei descriind foamea, frigul și suferința răniților din cursul evacuării spre Iași. A scris de asemenea despre marea epidemie de tifos exantematic ce a lovit România.
Deși era cetățeană a unei țări pe atunci neutre, a fost încarcerată și înfometată de germani. După ce în luna aprilie 1917 a făcut cunoscute șefei Diviziei de Asistente Medicale de la Crucea Roșie Americană⁠(en)[traduceți], Jane Delano, realitățile dure din România, în luna august a aceluiași ani a reușit să ajungă în Franța, la Paris de unde a fost transferată Crucii Roșii, în Italia, în decembrie 1917.
Este inclusă în elita cadrelor medicale americane, fiind decorată atât pe Frontul de Vest în 1917 de cinci ori de către ministrul francez de război, cât și pe Frontul de Est, printre decorațiile primite numărându-se Médaille d'honneur des épidémies⁠(d) și respectiv Crucea Regine Maria clasa a II-a.

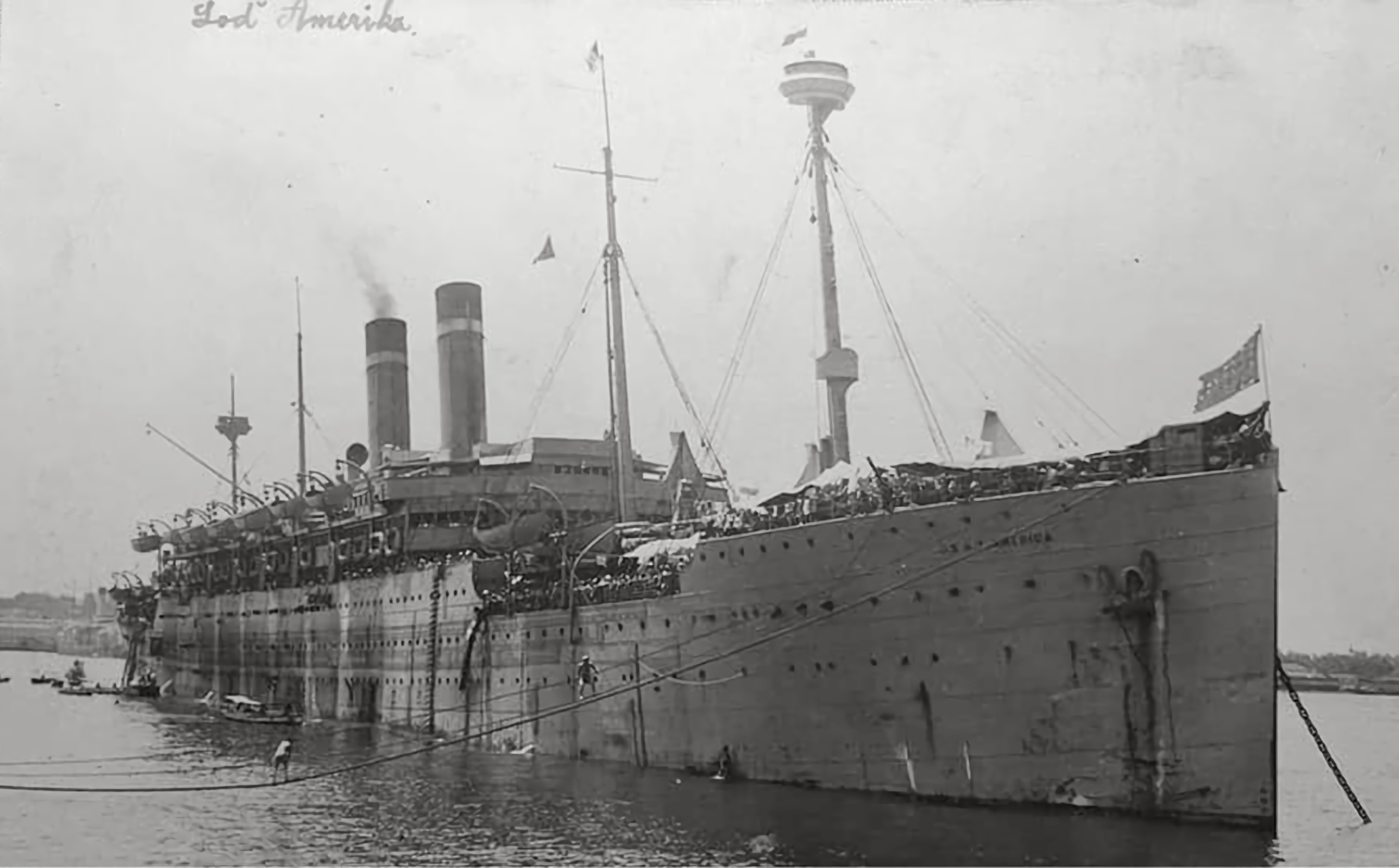
USAT America (fost SS Amerika), în 1919-1920.

În anul 1920 a fost inclusă unei misiuni a Near East Relief , trimisă cu SS Amerika la Constantinopol și în Caucaz. În 1921 fiind repartizată la Cazarma Seversky, din Alexandropol (actual Gyumri, Armenia), a ajuns să răspundă de afacerile industriale și de educație, aducându-și contribuția atât la repornirea activității industriale, necesare susținerii orfelinatului instalat în cazarmă, cât și la educația orfanilor. A reușit să gestioneze foarte bine producția. Doi ani mai târziu se afla tot în Armenia, unde New East Relief a înființat prim școală de nevăzători din această țară, lui Pauline Jordan atribuindu-se primele manuale în Braiile care au fost făcute vreodată în armeană. A revenit în America după cinci ani, căsătorită cu Karl Rankin, din cadrul aceleiași misiuni.

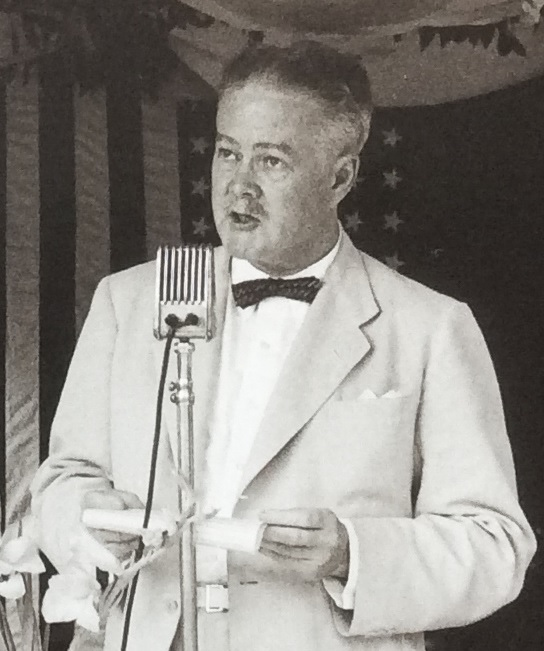
Karl L. Rankin în 1953

Soțul ei a intrat în cadrul Serviciului de Comerț Exterior iar Pauline a stat alături de el în misiunile sale de la Praga, Atena, Tirana, Bruxelles și Belgrad. Aflându-se în drum spre Egipt, a fost internată împreună cu soțul ei timp de 21 de luni de japonezi la Manila, ceea ce a făcut-o se devină prizonieră a ambelor războaie mondiale. A continuat să fie alături de Karl Rankin, devenit ulterior ambasador al SUA în Taiwan și Iugoslavia.

## Referințe

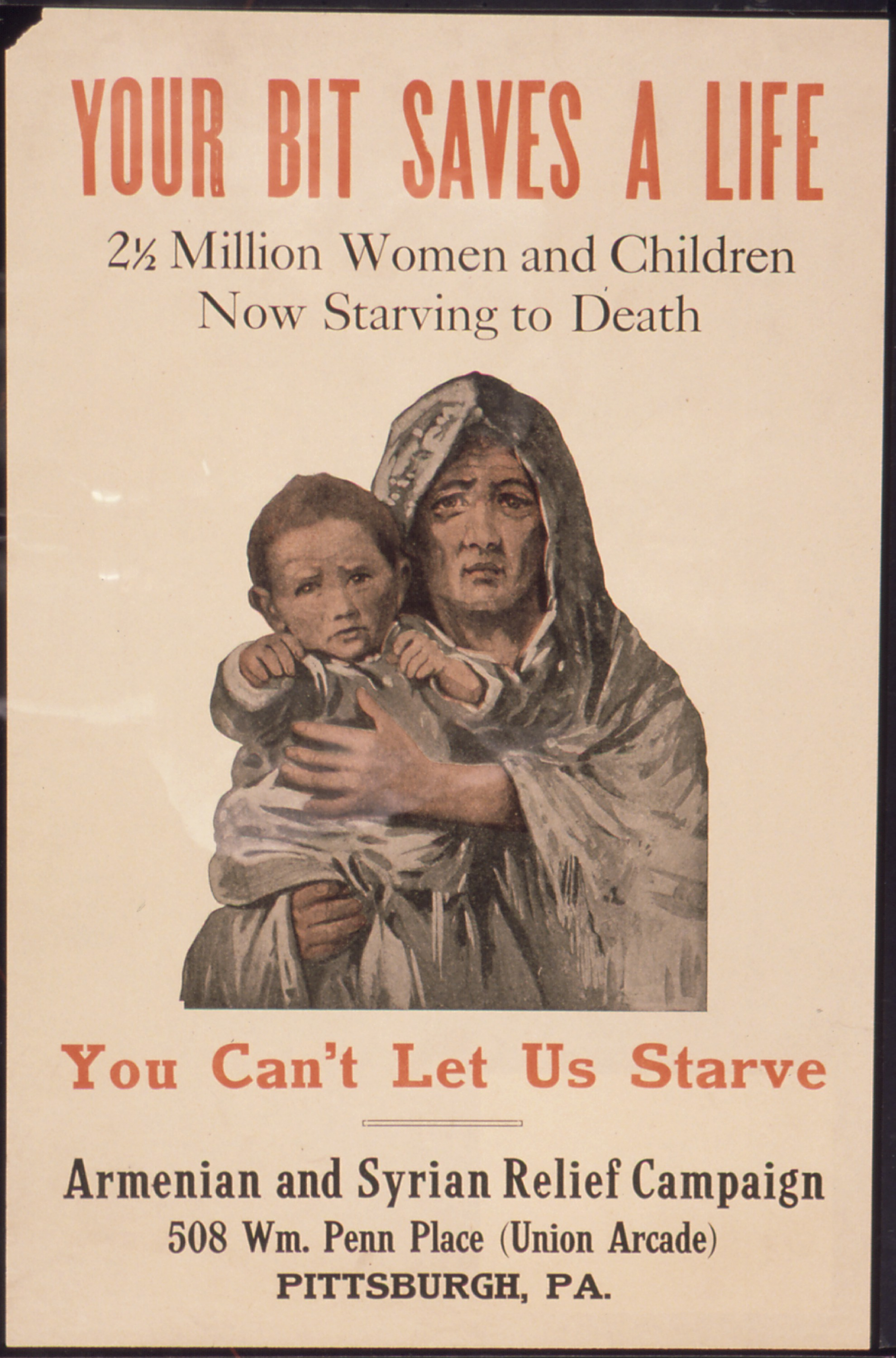
Afiș al Near East Relief din perioada 1917-1919